# Jamono Fatick
Actualités
Le Jamono Fatick est un club de football sénégalais basé à Fatick.

## Histoire
Le Jamono Fatick est créé en 1986. Au départ, il s'agit d'une équipe de Navétanes. Au bout de 20 ans, les dirigeants actuels décident en 2007 de faire évoluer le club en l’affiliant à la Fédération sénégalaise de football, pour entrer dans le monde du football national.
Il atteint les demi-finales de la Coupe du Sénégal de football en 2018.
En 2023, il est champion de Ligue 2 sénégalaise et accède à la Ligue 1 pour la première fois de son histoire.

## Palmarès
- Ligue 2
  - Champion en 2023[5]
- National 1
  - Champion en 2016[6]